# Forêt de Menengai
La forêt de Menengai est une forêt urbaine répertoriée comme une forêt dans les années 1930. 
Elle est située dans la grande vallée du Rift à 10 km au nord de la ville de Nakuru, à 160 km à l'ouest de Nairobi et à une altitude de 2 244 m. La caldeira du Menengai que se situe dans la forêt est un grand volcan bouclier d'une superficie d'environ 90 km2, d'un diamètre de 12 km et d'une profondeur de près d'un demi-kilomètre.
La forêt est entourée de zones résidentielles de Milimani Estate au sud, Ngachura et Bahati à l'est, Solai au nord et Olo-Rongai à l'ouest. Il existe  un projet d'exploration géothermique par la Geothermal Development Company à l'intérieur  du  cratère de Menengai.

## Caractéristiques
La forêt est située dans une zone élevée qui s'étend entre 1 900 et 2 300 mètres d'altitude et couvre une superficie d'environ 7 000 hectares. La forêt repose sur des sols dérivés de cendres volcaniques. La texture du sol est principalement sablonneuse et s'érode très facilement.
Sa superficie boisée est d'environ 2 000 hectares.

## Flore
Les principales espèces d'arbres de la forêt sont l'eucalyptus et l'acacia. Plus de 169 espèces de plantes à fleurs et 17 espèces de graminées y ont été répertoriées. Les plantes à fleurs comprennent le leleshwa ( Tarchonanthus camphoratus ), les espèces Euphorbia et les espèces Acacia . Les graminées communes comprennent l'herbe géothermique ( Fimbristylis exilis ) la  Chloris gayana et Chloris gayana .

## Faune
La foret est peuplée de  mammifères, oiseaux et insectes. Les espèces de mammifères comprennent le Dendrohyrax, Procavia capensis, le babouin olive, le Chlorocebus pygerythrus, le Chlorocebus pygerythrus, le Redunca fulvorufula, le Dik-dik de Kirk et la Mangouste rouge. Les espèces d'oiseaux comprennent entre-autres  l'aigle de Verreaux (que l'on ne trouve que dans la forêt de Menengai à Nakuru), le Bucorve d'Abyssinie, l'Aigle pomarin, le Busard grenouillard et le Martinet horus.

## Gestion
La forêt est sous la gestion du Kenya Forest Service en collaboration avec la Menengai Community Forest Association.

## Cratère du Menengai
Le cratère du Menengai se trouve dans la forêt . La date possible de formation de la caldeira se situe au cours de la troisième et dernière faille majeure de la vallée du Rift au Pléistocène moyen à l'époque du Quaternaire il y a moins d'un million d'années.    

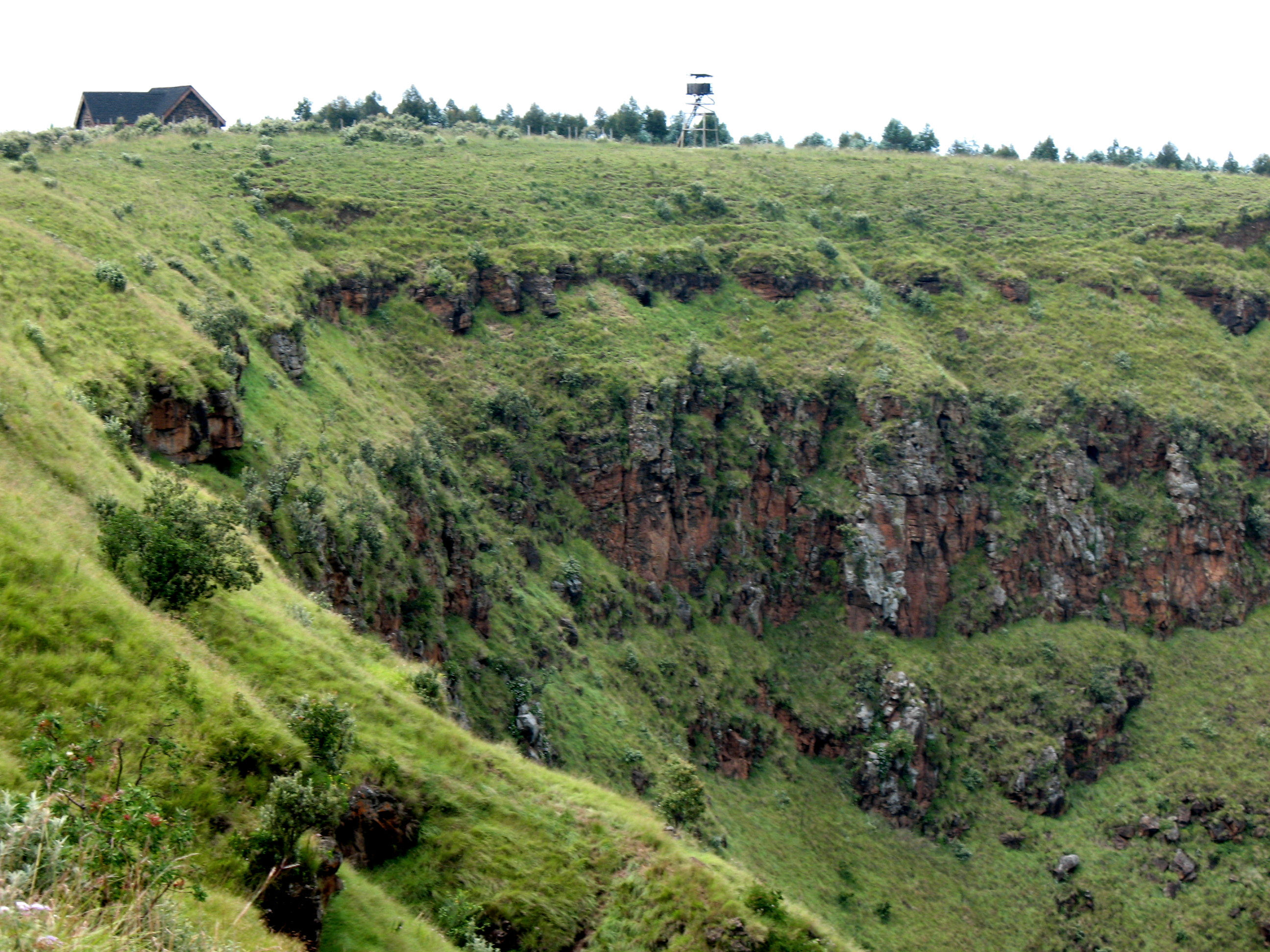
Cratère de Menengai
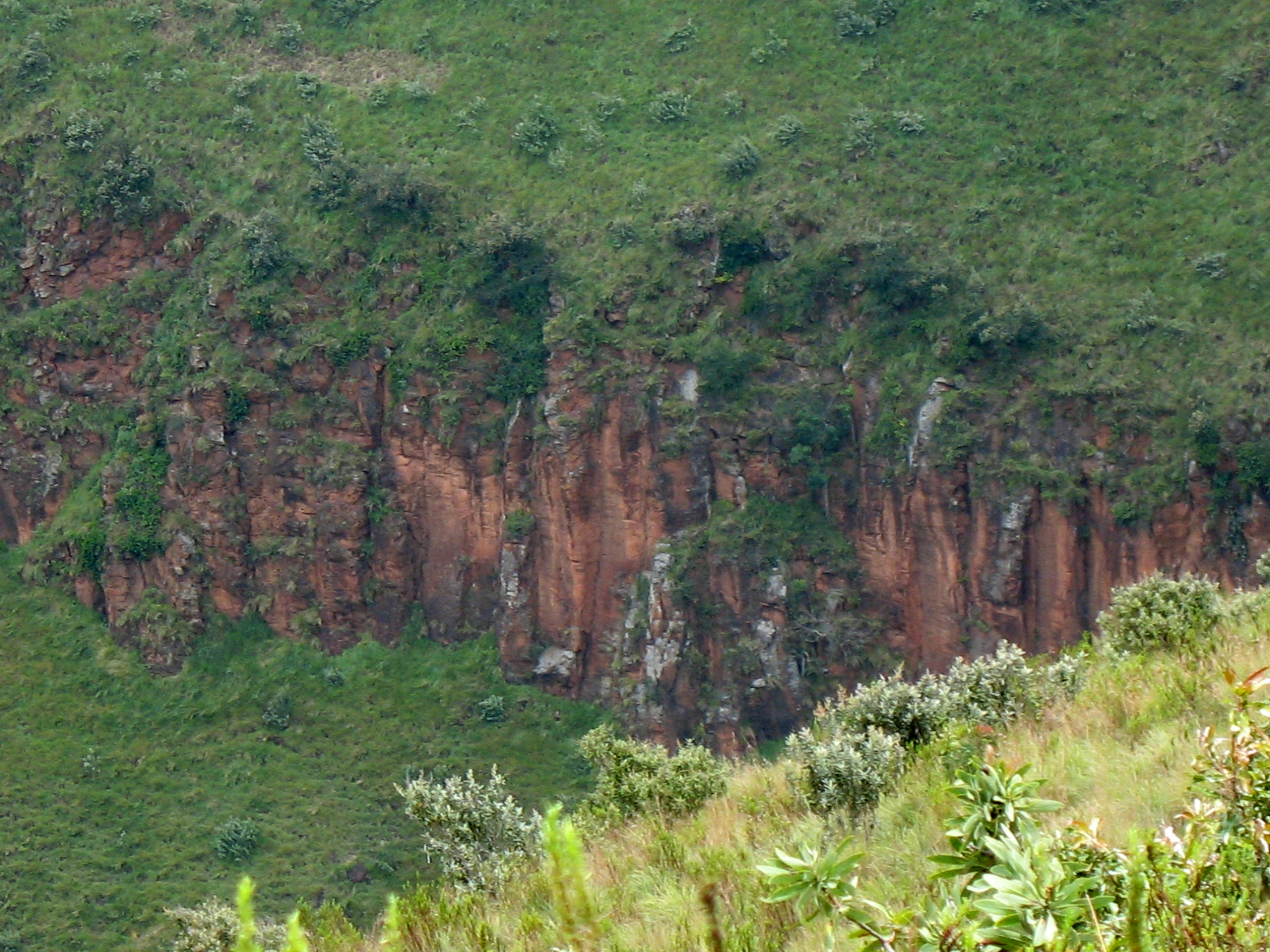
Cratère de Menengai
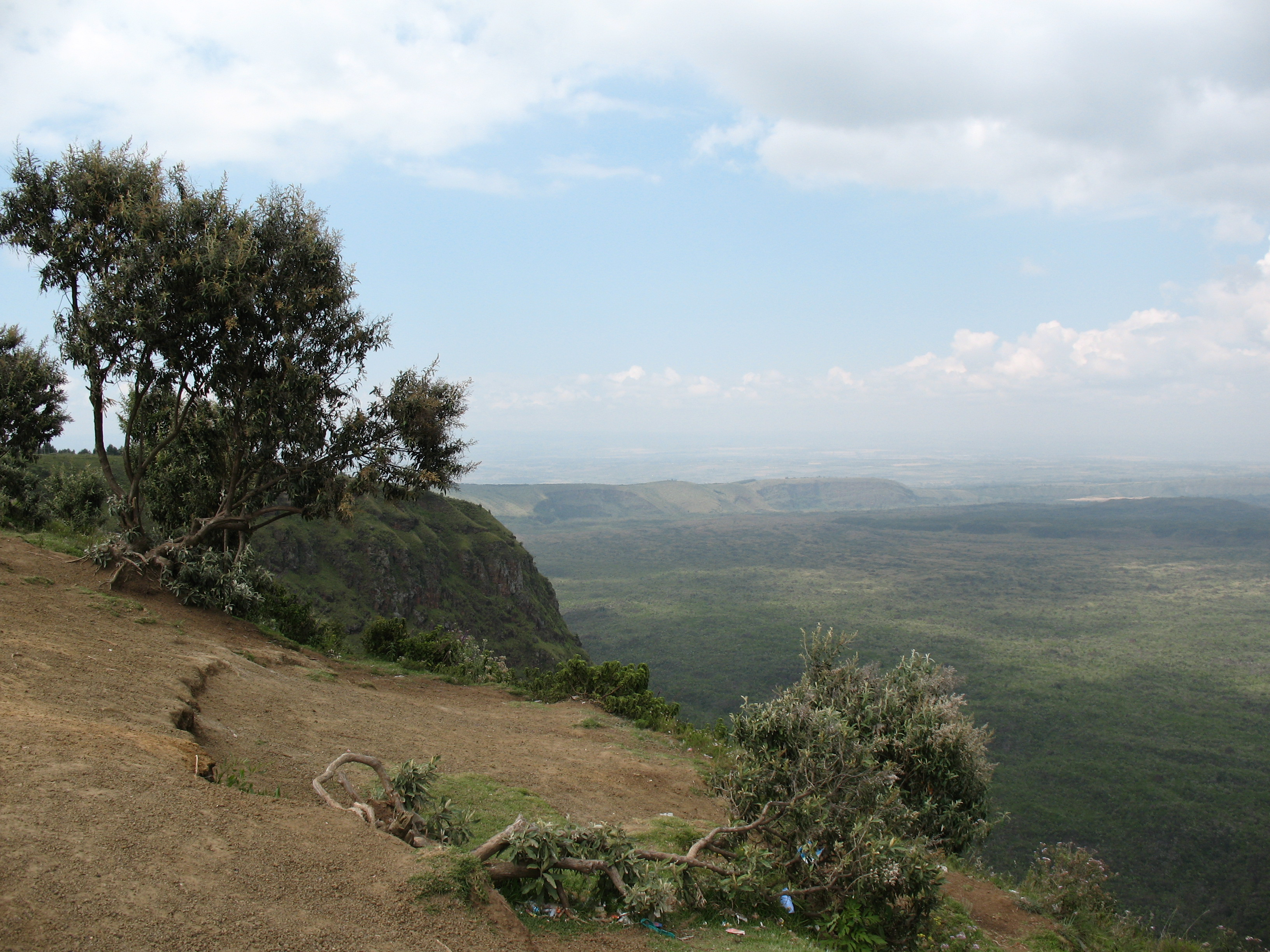
Cratère de Menengai
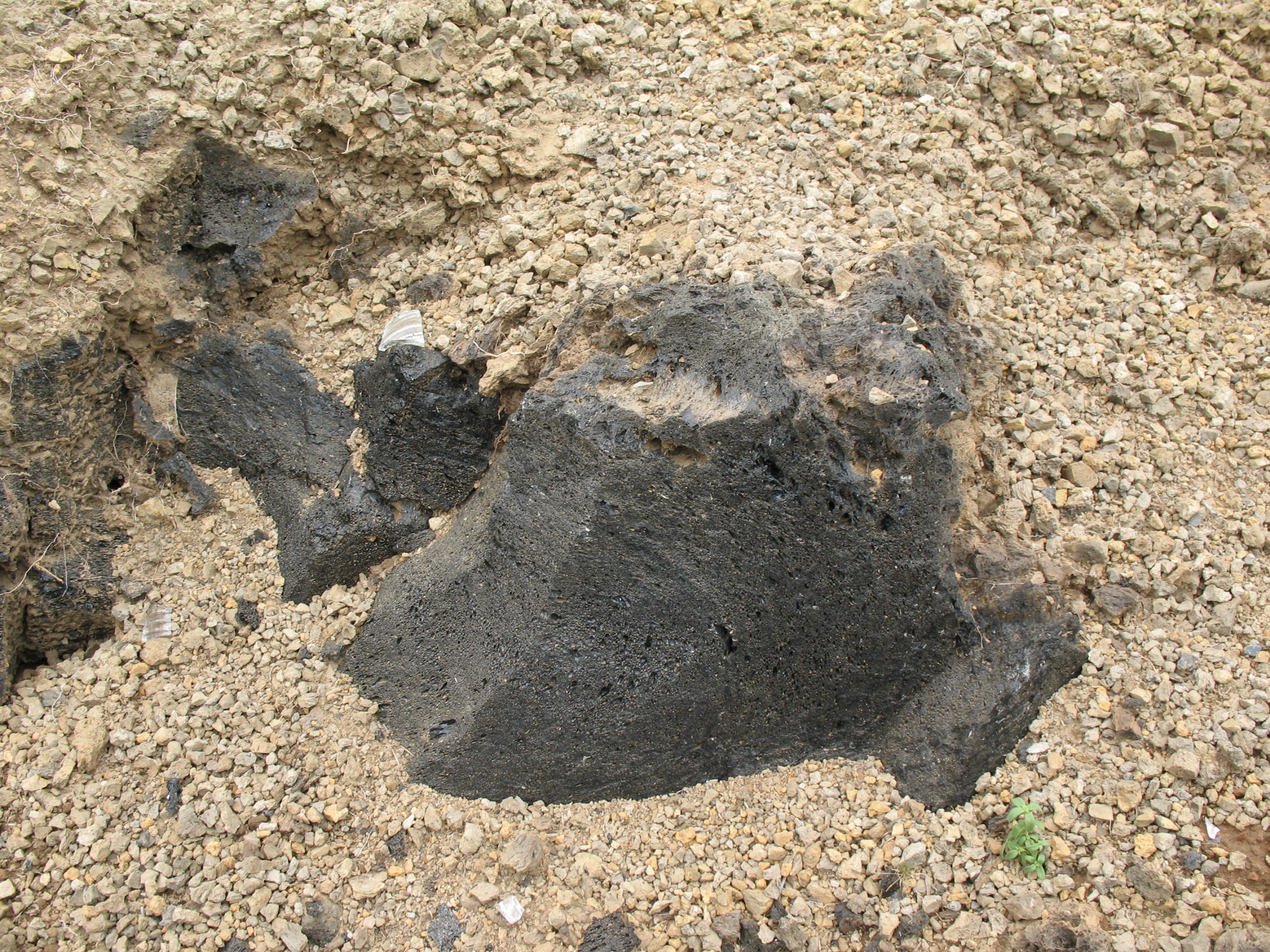
Lave noire vitreuse
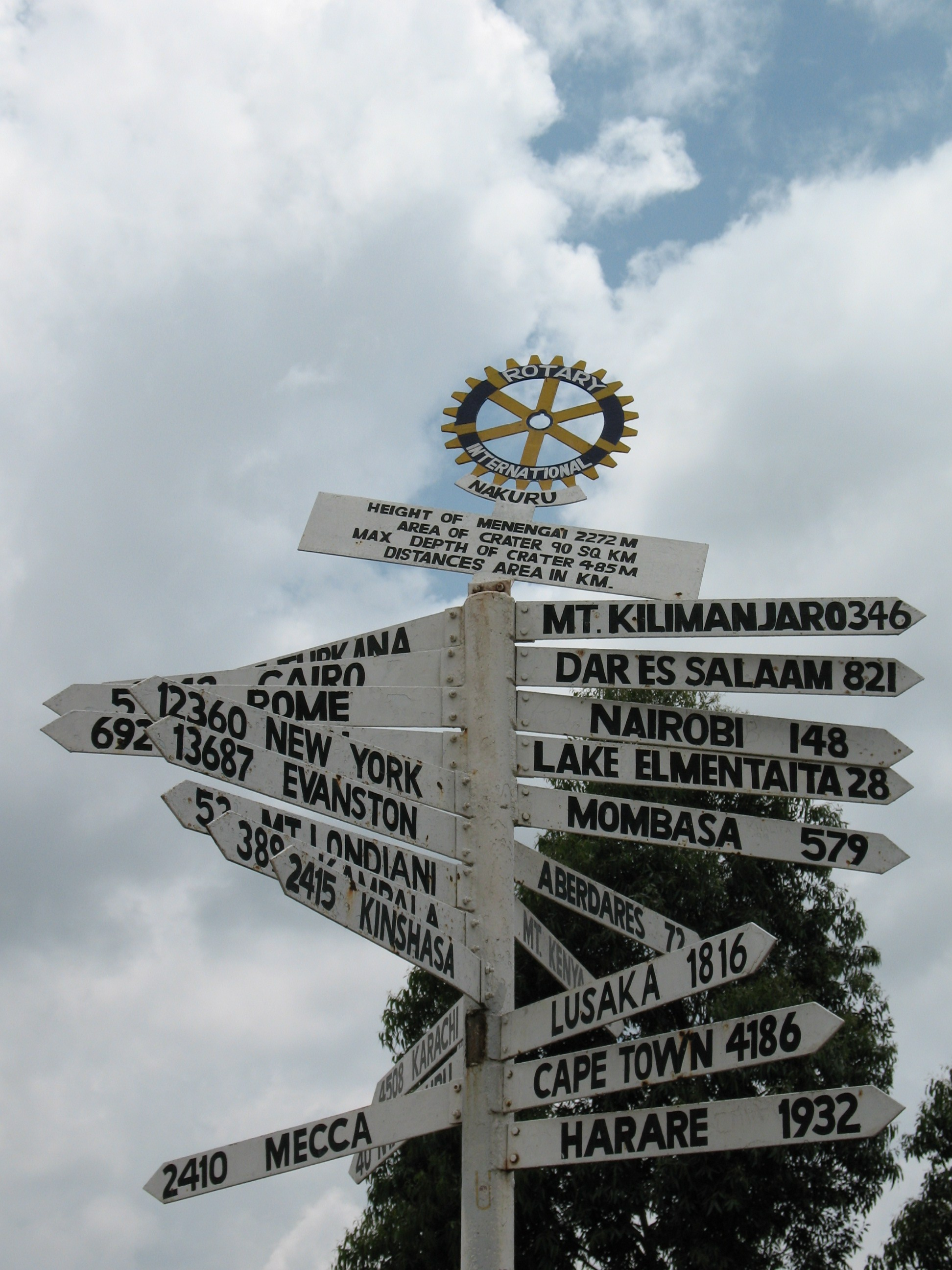
Sommet de la forêt de Menengai